# Фельдман Дмитро Мойсейович
Дмитро (Маркус) Мойсейович Фе́льдман (1902—1963) — радянський кінооператор. Заслужений діяч мистецтв Вірменської РСР (1958).

## Життєпис
Народився 20 квітня 1902 року в містечку Оргієві Кишинівського повіту Бесарабської губернії Російської імперії (нині — місто, районний центр Республіки Молдова).
У кінематографі — з 1918 року. З 1920 року — оператор-постановник. Працював на кіностудіях «Радкіно», «Союзкіно», «Мосфільм», а також на кіностудіях Єревана (Вірменія), Баку (Азербайджан) і Тбілісі (Грузія).
Був одним із започатківців вірменського кінематографа, оператор-постановник першого вірменського звукового кінофільму «Пепо».
Помер 20 грудня 1963 року в Одесі. Похований у Єревані.

## Особисте життя
Був одружений з вірменською радянською акторкою Тетяною Махмурян.

## Нагороди і почесні звання
Нагороджений орденом «Знак Пошани» і медаллю.
Заслужений діяч мистецтв Вірменської РСР (1958).

## Фільмографія
- 1924 — Макдональд (короткометражний)
- 1924 — Ряба телиця (короткометражний)
- 1924 — Руки геть від Китаю (короткометражний)
- 1924 — Сон Товстопузенка (короткометражний)
- 1925 — Арсенальці (короткометражний)
- 1925 — Винахідник (короткометражний)
- 1925 — Радянське повітря (короткометражний)
- 1926 — Хрестовик
- 1927 — Вибоїни
- 1927 — Чашка чаю
- 1929 — Привид, який не повертається
- 1930 — Тихий Дон
- 1931 — Дві матері
- 1933 — Чорний барак
- 1934 — Петербурзька ніч
- 1935 — Пепо
- 1936 — Остання ніч
- 1938 — Бакинці
- 1939 — Селяни
- 1941 — Сабухі
- 1942 — Донька (короткометражний)
- 1943 — Давид-бек
- 1946 — Давид Гурамішвілі | груз. დავით გურამიშვილი
- 1950 — Другий караван | вірм. Երկրորդ քարավան (не був закінчений)
- 1954 — Вони спустилися з гір
- 1954 — Бабка
- 1954 — Таємниця гірського озера
- 1956 — Заноза | груз. აბეზარა
- 1956 — Пісня Етері
- 1957 — Отарова вдова
- 1957 — Доля жінки
- 1960 — Ранок
- 1961 — Дванадцять супутників